# ليرد هاميلتون
ليرد هاميلتون (بالإنجليزية: Laird Hamilton)‏ هو عارض أمريكي، ولد في 2 مارس 1964 في سان فرانسيسكو في الولايات المتحدة.

## وصلات خارجية
- الموقع الرسمي
- ليرد هاميلتون على موقع EncyclopediaOfSurfing.com (الإنجليزية)
- ليرد هاميلتون على موقع IMDb (الإنجليزية)
- ليرد هاميلتون على موقع قاعدة بيانات الفيلم (الإنجليزية)